# ドリームライブラリ
ドリームライブラリ（Dream Library）は、2000年から2003年までセガの家庭用ゲーム機「ドリームキャスト」向けに行われていたゲーム配信サービスである。インターネット回線を用いて、メガドライブとPCエンジン用のゲームソフトをダウンロードして遊ぶことができた。

## 概要
ドリームキャスト（以下、DC）と、ウェブブラウザソフト『ドリームパスポート3』または『ドリームパスポート プレミヤ』を使用し、インターネット回線に接続してゲームソフトをダウンロードすることで遊ぶことができるようになる。
利用者は「ドリム」と呼ばれるDC用ネットワークゲームの課金で使用される仮想通貨（1ドリム＝1円、なおドリムは2008年3月31日で終了となった）でゲームソフトの利用権を購入する。料金体系はゲームソフト1本につき「1泊2日 - 150ドリム」、RPGやSLGなどの長時間遊ぶ必要性が高い一部のゲームにのみ「7泊8日 - 400ドリム」のバリュー価格が設けられ、利用権の有効期限日の24時まで遊ぶことが出来た（のちにゲーム図書館タイトルの「1泊2日 - 50ドリム」や、サービスの一時休止に際して実施された期間限定の「7泊8日 - 150ドリム」といった料金も設定されている）。この利用形態から本サービスの紹介には、しばしば「レンタルビデオのような感覚」という表現が用いられた。
配信作品には、セガのメガドライブからロムカセットソフトとゲーム図書館で配信されたソフト、そしてNEC-HEのPCエンジンからHuCARDソフトがラインナップされた（CD-ROMソフトは容量の関係により配信されていない）。すでにNEC-HEはゲームハード事業から撤退していたが、それでもメガドライブの競合機種であった他社のプラットフォームが参加したことに当時は意外性があり、一部で話題となった。後にPC向けの同種のサービスやWiiの「バーチャルコンソール」といったレトロゲーム配信サービスが登場するが、ドリームライブラリはその先駆けであったと言える。
ドリームライブラリのサービスは、まず先行して2000年4月29日から15分間だけ遊ぶことが出来るお試し版が無料配信、同年5月30日に正式運用を開始と発表されていたが、ソフトの動作チェック作業が終了していないとの理由により2日延期され、6月1日に約30本のタイトルを用意してスタート。その後、定期的に配信タイトルの追加や入れ替えが行われた。
2001年1月27日よりブロードバンドに対応するためのメンテナンスとして休止期間に入る。再開は同年4月予定であったが、本サービスのブロードバンド対応機能を搭載する『ドリームパスポート プレミヤ』の開発の遅れに伴って延期を繰り返し、再開は同年7月まで待たされることとなった。再開後のラインナップはゲーム図書館のタイトルの無料配信のみとなり、およそ1ヶ月後に有料タイトルが追加されるも、ラインナップはメガドライブのみでPCエンジンのソフトが1本もない状態となっていた。結局それ以降はサービスが終了するまで一度もラインナップの更新は行われず、利用する上での問題点（詳細は#本サービスの問題点にて後述）や、DCの生産中止報道、市場におけるプレイステーション2の台頭といった要素とも重なって、利用者を増やすことができないまま2003年1月31日にサービスは終了した。
こうしたサービスに不可欠なインフラとも言えるブロードバンドの普及や、HDD等の大容量の補助記憶装置を搭載した家庭用ゲーム機が登場するのは本サービス開始後のことであり、ドリームライブラリはサービス運営には時期が早かったと言える。

## 本サービスの問題点
DCは、本体にこうした用途に利用できるフラッシュメモリやHDDなどの補助記憶装置を搭載していないので、ダウンロードしたゲームは本体RAMに記憶する仕組みであった。そのため他のゲームを遊ぶ場合や一度本体の電源を落とした場合にはダウンロードしたデータが消えてしまい、再度ダウンロードを行う必要があった（利用権有効期間中の再ダウンロードは無料）。しかし当時のインターネット環境は定額料金や常時接続が一般化していない電話回線によるダイヤルアップ接続が主流であり、DC本体の標準装備も33.6kbpsアナログモデムであったため、ダウンロードにかかる時間と通信費の負担は軽いものではなかった。改善策のひとつとなるブロードバンドへの対応も前述したとおり大幅に遅れた。また利用権の購入はダウンロードを行うシステムとは分かれており、わざわざ公式ホームページに接続して購入手続きをしなければならないという煩わしさも同様の負担を助長する一因となっていた。
ダウンロードしたゲームソフトは「ドリームパスポート3」「ドリームパスポート プレミヤ」の中に収録されたメガドライブとPCエンジンのエミュレータにより動作するが、「DCの2D表示能力の問題によりラスタースクロールが綺麗に再現できない」、「メガドライブのエミュレータはDCの性能上の問題からなのかFM音源の再現度が低くゲームソフトのサウンドが実機と比べてかなり劣っていた」などの相違点があった。また一部のソフトには動作上の不具合もあった。
ゲーム内容のセーブに関しては、メガドライブ用ソフトでバッテリーバックアップ機能を搭載していたもののみ対応している（PCエンジンはパスワード方式のみ）。しかしソフトリセットをかけてメニュー画面に戻り、そこからDC用メモリーカード「ビジュアルメモリ」にデータを記録するという煩雑な手順が必要であった（ゲーム上でセーブしただけだと本体メモリに記録した状態なので、電源を落とすと消えてしまう）。

## 配信ソフト

### メガドライブ
- アウォーグ（ゲーム図書館）
- ESWAT
- イカすぜ!恋のどきどきペンギンランド（ゲーム図書館）
- イチダントアール
- エイリアンストーム
- エコー・ザ・ドルフィン
- カメレオンキッド
- ギャラクシーフォース
- クラックダウン
- ゲイングランド
- コラムス
- コラムスIII 対決!コラムスワールド
- ザ・スーパー忍II
- 三国志列伝
- G-LOC
- 史上最大の倉庫番
- ジノーグ
- 死の迷宮（ゲーム図書館）
- シャイニング・フォース
- 重装機兵レイノス
- 16t（ゲーム図書館）
- スーパーバレーボール
- スーパーリーグ
- スタークルーザー
- ソーサリアン
- ソーサルキングダム
- ソニック・ザ・ヘッジホッグ
- ダイナブラザーズ
- 大魔界村
- タントアール
- トージャム&アール
- ドラゴンスレイヤー英雄伝説
- パーティークイズ メガQ
- パターゴルフ（ゲーム図書館）
- バトルゴルファー唯
- ピラミッドマジック（ゲーム図書館）
- ファンタシースター 千年紀の終りに
- ファンタシースターII 還らざる時の終わりに
- ファンタシースターII PA アーミアの冒険（ゲーム図書館）
- ファンタシースターII PA アンヌの冒険（ゲーム図書館）
- 時の継承者 ファンタシースターIII
- フリッキー
- ぷよぷよ
- ぷよぷよ USA版
- ぺぺんがペンゴ
- モンスターワールドIV
- ラングリッサー
- レンタヒーロー
- ベア・ナックル 怒りの鉄拳
- ゴールデンアックス
- ロードモナーク・とことん戦闘伝説

### PCエンジン
- R-TYPE I
- R-TYPE II
- エイリアンクラッシュ
- エターナルシティ 都市転送計画
- 改造町人シュビビンマン
- がんばれゴルフボーイズ
- クロスワイバー
- 激写ボーイ
- サイコチェイサー
- 最後の忍道
- サイバークロス
- THE 功夫
- 邪聖剣ネクロマンサー
- 戦国麻雀
- ソルジャーブレイド
- タイムクルーズII
- 武田信玄
- ダブルリング
- デジタルチャンプ
- 天聖龍
- NAXAT OPEN
- ニュートピア
- ニュートピアII
- バーニングエンジェル
- はにい・いん・ざ・すかい
- はにい・おん・ざ・ろおど
- パラノイア
- パワーリーグ
- P-47
- ビジランテ
- ファイヤープロレスリング コンビネーションタッグ
- ファンタジーゾーン
- 不思議の夢のアリス
- ボンバーマン'94
- マジカルチェイス
- ミスターヘリの大冒険
- メタルストーカー
- モトローダー
- 桃太郎伝説外伝 第1集
- USAプロバスケットボール
- ラビオレプススペシャル
- レジェンド・オブ・ヒーロー・トンマ
- わいわい麻雀・ゆかいな雀友たち

## 主な協賛メーカー
- アイレムソフトウェアエンジニアリング
- アトラス
- 加賀テック（ナグザット）
- カプコン
- クエスト
- サン電子
- CSK総合研究所
- シムス
- T&Eソフト
- 日本コンピュータシステム（メサイヤ）
- 日本電気ホームエレクトロニクス
- 日本ファルコム
- 日本物産
- ハドソン
- ビデオシステム